# Marie Delattre
Pour les articles homonymes, voir Delattre.
Marie Delattre, née le 4 mars 1981 à Arras, est une kayakiste française, pratiquant la course en ligne.

## Biographie
Licenciée à l'ASL Canoë Kayak, le club de Canoë Kayak de Saint-Laurent-Blangy depuis ses débuts, elle est sélectionnée aux Jeux olympiques en 2004 à Athènes, où elle termine dixième, associée à Anne-Laure Viard (Nevers).
Médaillée de bronze aux Championnats du monde 2007 (Résultats - Podium), elle obtient ainsi sa sélection pour les Jeux olympiques 2008 de Pékin (voir la liste officielle, tous sports confondus, sur le site du CNOSF)

## Photographies

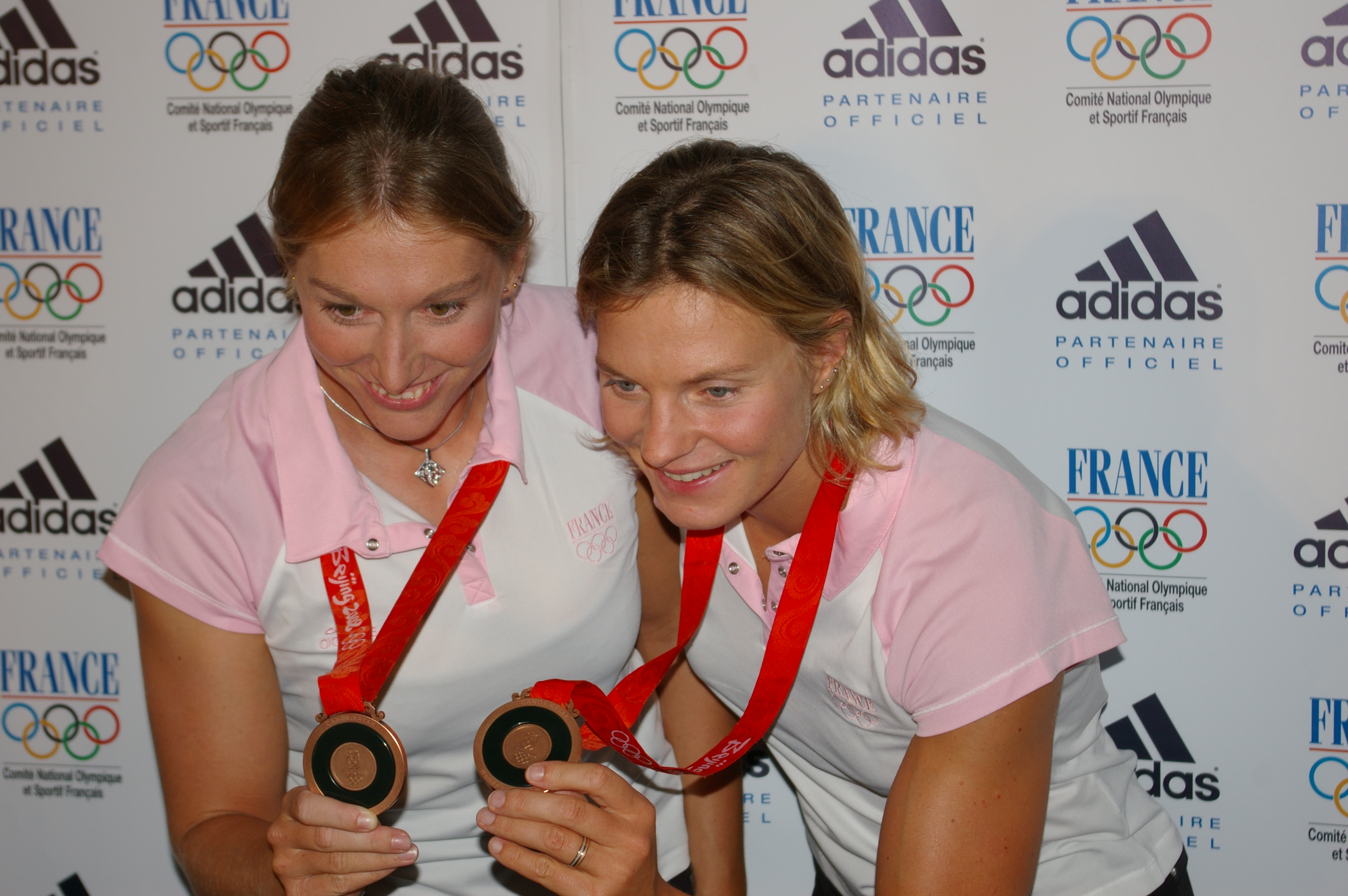
Marie Delattre et Anne Laure Viard au Club France, médaillées de Bronze (Pékin 2008).
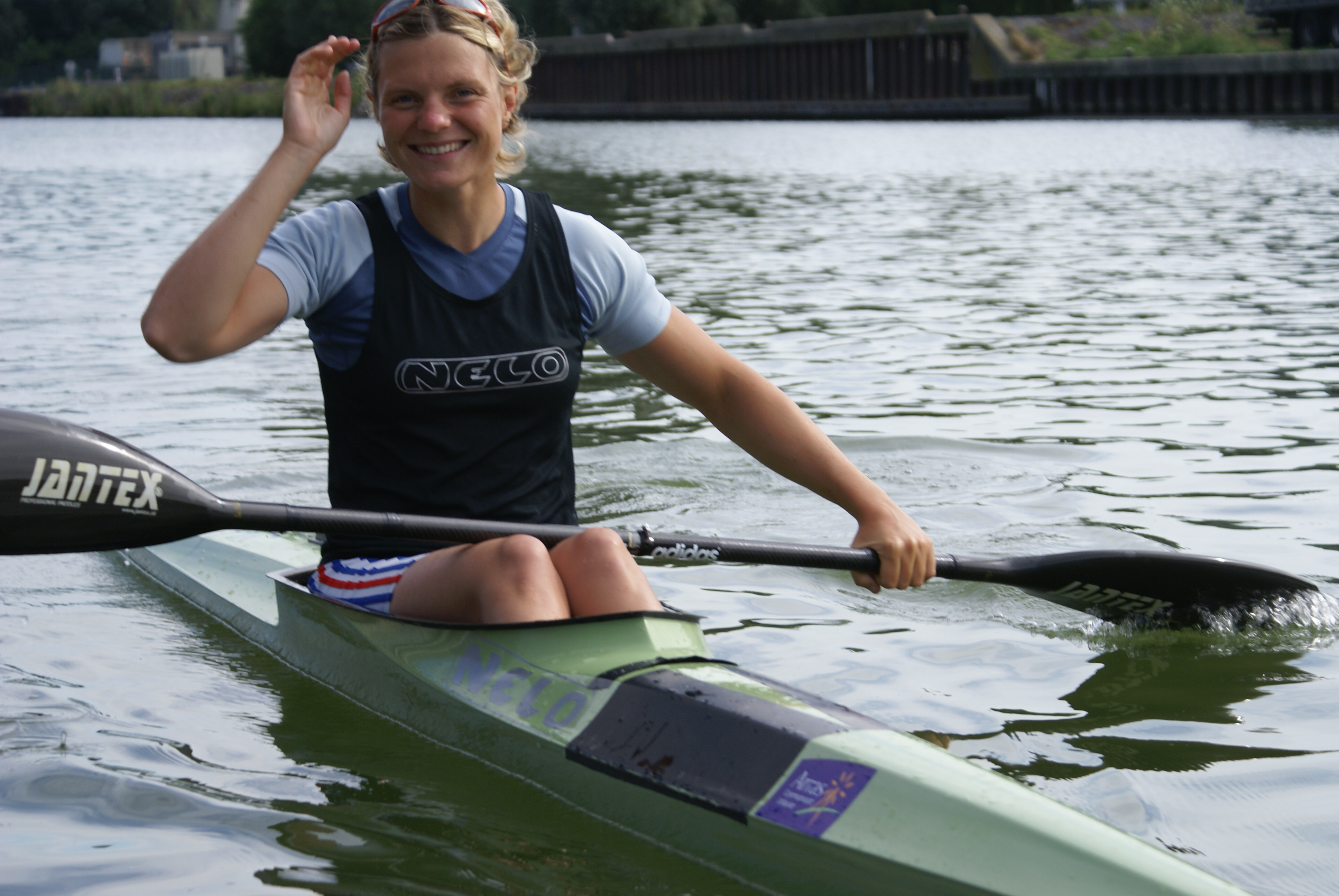
Marie Delattre.
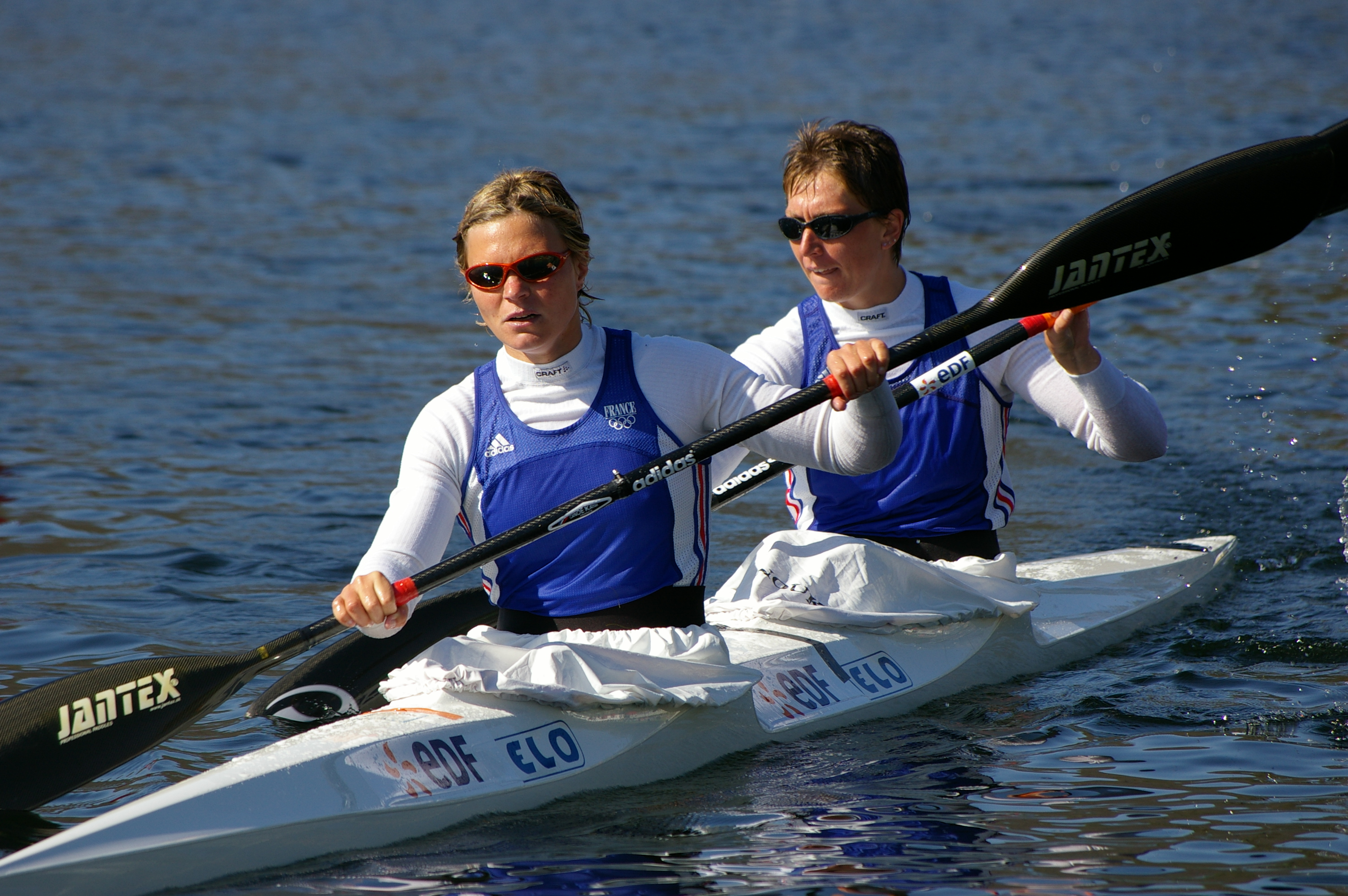
Marie Delattre et Anne Laure Viard.
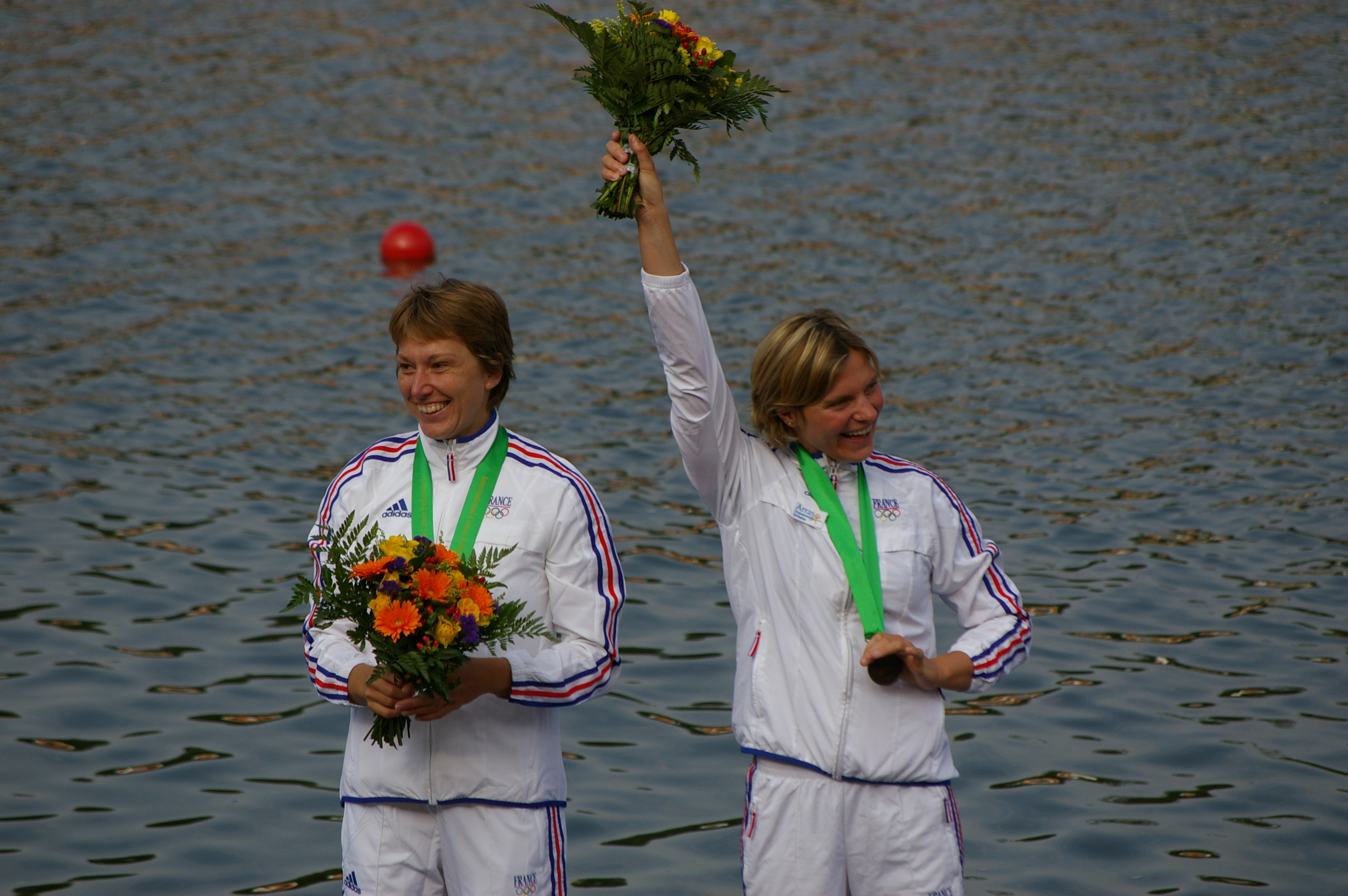
Marie Delattre et Anne Laure Viard sur le podium (Duisbourg 2007).